# آلما (آلاباما)
الما-الاباما (به انگلیسی: Alma, Alabama) یک منطقهٔ مسکونی در ایالات متحده آمریکا است که در آلاباما واقع شده‌است.

## خصوصیات
الما-الاباما ۷۸٫۹۴ متر بالاتر از سطح دریا قرار دارد.